# Leefructus
Leefructus (лат.) — вымерший род двудольных растений, близкий представителям семейства Лютиковые (Ranunculaceae), представленный единственным (?) видом † Leefructus mirus. Выделен и описан группой американских и китайских учёных в 2011 году.
Род Leefructus — один из наиболее ранних из известных на данный момент представителей группы базальных эвдикотов. Находка считается важной для изучения эволюции цветковых (покрытосеменных) растений.
Таксономическое название дано в честь коллектора растений Шимина Ли, передавшего окаменелый образец растения исследователям.

## Открытие
Образец (побег) единственного вида Leefructus mirus был обнаружен в формации Исянь (провинция Ляонин). Его возраст оценивается в 125 млн лет: к этому времени цветковые растения уже произрастали на Земле, однако данный вид является одним из древнейших представителей крупнейшей группы цветковых — эвдикотов. Хотя Leefructus mirus датируется меловым периодом, не исключено, что эвдикоты могли появиться на нашей планете и раньше, в юрском периоде.

## Систематика и описание
Растение отнесли к лютиковым — древнему семейству эвдикотов, сохранившемуся до наших дней.
Сохранилась надземная часть растения длиной около 16 см. Стебель нёс пять жилистых листьев. Цветки были развиты, их прицветники имели по пять небольших листочков; они, вероятно, были привлекательными для насекомых (мух, жуков, моли, скорпионниц), которые участвовали в опылении Leefructus. Исходя из того, что экземпляр был обнаружен в вулканическом пепле в районе древнего озера, ископаемое растение, по-видимому, предпочитало влажные и болотистые участки.